# ترجمات الكتاب المقدس إلى الآرامية

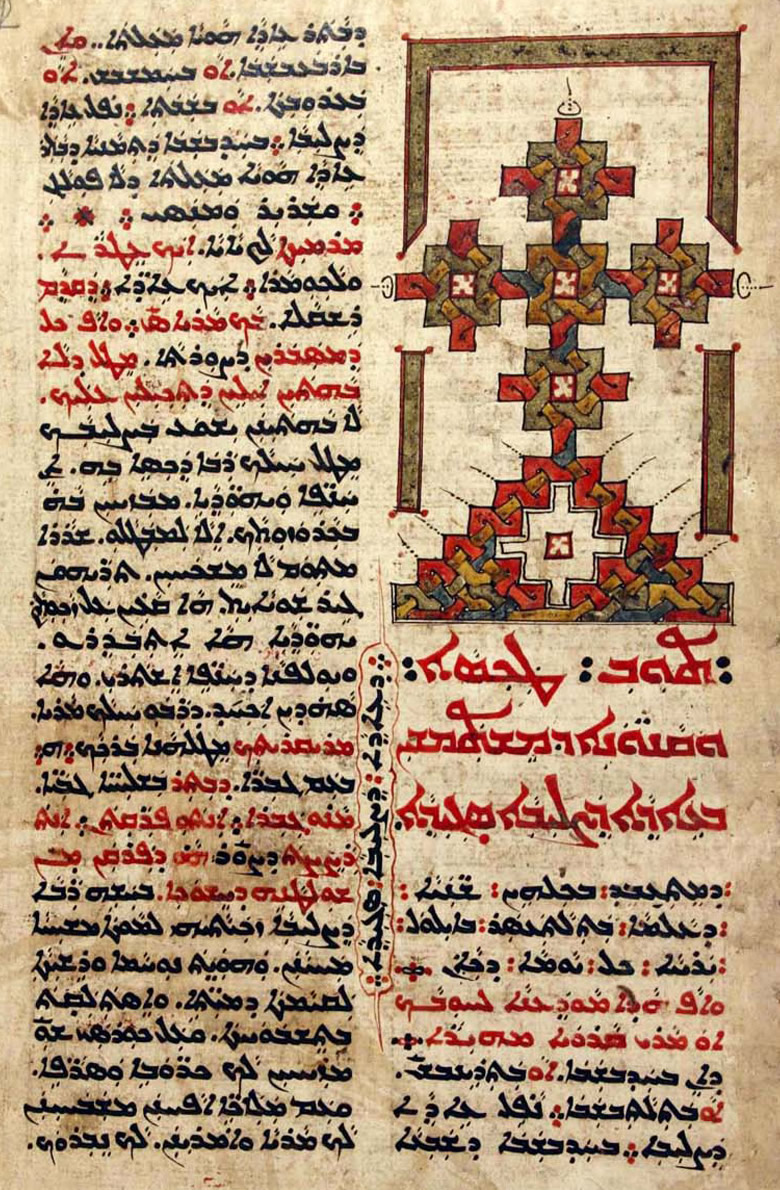
كتاب قراءات العهد الجديد باللغة السريانية، النص مأخوذ من نسخة البشيطة.

ترجمات الكتاب المقدس إلى الآرامية ترجمان تشمل كل من الترجمات اليهودية إلى الآرامية (الترجوم، ومعناها الترجمان) والترجمات المسيحية إلى الآرامية، والتي تسمى أيضًا السريانية (البشيطة، ومعناها البسيطة).

## الترجمات اليهودية
لعبت الترجمات الآرامية للتناخ (الكتاب المقدس العبري) دورًا مهمًا في طقوس وتعليم اليهودية الحاخامية. كل ترجمة من هذا القبيل تسمى الترجوم. في العصر التلمودي، كان الترجوم يُدخل في القراءة العامة للتوراة في الكنيس، آية بآية (وهو تقليد مستمر بين اليهود اليمنيين حتى اليوم). يُعتبر الترجوم أيضًا مصدرًا مهمًا للتفسير اليهودي للكتاب المقدس، وكان له تأثير كبير على المفسرين في العصور الوسطى (ولا سيما راشي). يكتب موسى بن ميمون (هيلخوت إيشوت 8: 34) أن التعريف التلمودي لـ "الشخص الذي يعرف كيفية قراءة وترجمة التوراة إلى الآرامية" يشير إلى "الترجمة الآرامية لعنقليس [الإنجليزية]".

## الترجمات المسيحية
في اللغة السريانية (الآرامية الشرقية)، تعتبر البشيطة بمثابة الكتاب المقدس للكنائس في التقليد السرياني (كنيسة المشرق، والكلدانية الكاثوليكية، والسريانية الأرثوذكسية). يتضمن تاريخ الترجمات المسيحية للكتاب المقدس إلى اللغة السريانية : الإنجيل الرباعي ، والترجمات السريانية القديمة (الإنجيل القوراطي [الإنجليزية] والإنجيل السرياني السينائي [الإنجليزية])، والبشيطة، والترجمة الفيلوكسينية [الإنجليزية]، والترجمة الهركلية [الإنجليزية]، والعهد الجديد الآرامي الحديث لجمعيات الكتاب المقدس المتحدة [الإنجليزية] .
حوالي عام 500 ميلادي، صُنعَت نسخة آرامية فلسطينية مسيحية. تحتوي على رسالة بطرس الثانية، ورسالتي يوحنا الثانية والثالثة، ورسالة يهوذا، وسفر الرؤيا. وهو يمثل نوع النص القيصري وهو ترجمة فريدة تختلف عن أي ترجمة أخرى تمت إلى السريانية. وهذه بعض المخطوطات التي استخدمها جون جوين [الإنجليزية] في عام 1893 لاستكمال طبعته من الرسائل الكاثوليكية. في عام 1892 اكتشفت آغنيس سميث لويس [الإنجليزية] مخطوطة كتاب القراءات السريانية الفلسطينية في مكتبة دير القديسة كاترين على جبل سيناء. سُمي المخطوط بـ(Syrpal).
راجع مالفونو يوهانون أوزيل (بار شابو)، وبنيامين بار شابو وياكوب بيلجيتش أول نسخة للعهد الجديد من اللغة السريانية إلى اللغة الطورية (الآرامية الغربية بالخط السرياني واللاتيني) في عام 2009 مع ملاحظات من هاركلين وفيلوكسينيوس. تعمل هذه اللجنة المسماة "اثنان وثلاثون كثوفو كاديشو سوريويو" خصيصًا للتبشير بالإنجيل باللغة الآرامية في جميع أنحاء العالم.

## طالع أيضًا
- الآرامية التوراتية
- لغة يسوع
- قائمة مخطوطات العهد الجديد السريانية [الإنجليزية]

## روابط خارجية
- "Jewish Publication Society Bible: The Order of the Books of the Holy Scriptures". Breslov (بBiblical Hebrew والإنجليزية). Archived from the original on 1998-12-05. Retrieved 2019-04-25.